# Carl Kaufmann
Carl Kaufmann   (Nova York, 25 de març de 1936 - Karlsruhe, 1 de setembre de 2008) fou un atleta alemany, especialista en curses de velocitat, que va competir durant les dècades de 1950 i 1960.
El 1960 va prendre part en els Jocs Olímpics d'Estiu de Roma, on disputà dues proves del programa d'atletisme. En ambdues guanyà la medalla de plata, els 400 metres, en quedar rere l'estatunidenc Otis Davis i, formant equip Jochen Reske, Manfred Kinder i Johannes Kaiser, en els 4x400 metres. En la final dels 400 metres va finalitzar amb el mateix temps que el vencedor, amb un temps de 44.9" foren els primers atletes en baixar dels 45" en aquesta distància, tot establint un nou rècord del món.
En el seu palmarès també destaca una medalla de plata en la mateixa prova del 4x400 metres del Campionat d'Europa d'atletisme de 1958. Formà equip amb Johannes Kaiser, Manfred Poerschke i Karl-Friedrich Haas.
Va ser campió d'Alemanya Occidental dels 200 metres el 1955, dels 400 metres el 1958, 1959 i 1960 i del relleu de 4x100 metres el 1955.
Un cop retirat va ser cantant d'òpera i d'opereta com a tenor. Va estudiar piano i cant a l'Escola de Música de Baden. El 1967 va fundar el teatre Die Käuze, que va dirigir fins a la seva mort, el 2008.

## Millors marques
- 200 metres. 20.9" (1961)
- 400 metres. 44.9" (1960)[4]